# Albert Abraham Michelson

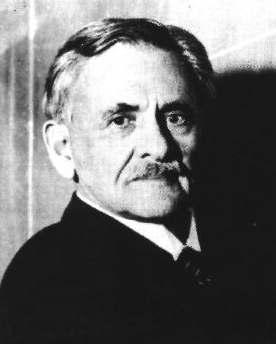
Albert Michelson, um 1900

Albert Abraham Michelson (* 19. Dezember 1852 in Strelno, Provinz Posen; † 9. Mai 1931 in Pasadena, Kalifornien) war ein US-amerikanischer Physiker. Er wurde bekannt durch das nach ihm benannte Michelson-Interferometer. 1907 erhielt er als erster Amerikaner den Nobelpreis für Physik.

## Leben
Albert A. Michelson wurde in Strelno geboren, das damals zu Preußen gehörte und heute zu Polen. Seine jüdischen Eltern emigrierten in die Vereinigten Staaten, als er zwei Jahre alt war. Sie ließen sich zunächst in Virginia City nieder und zogen dann nach San Francisco.

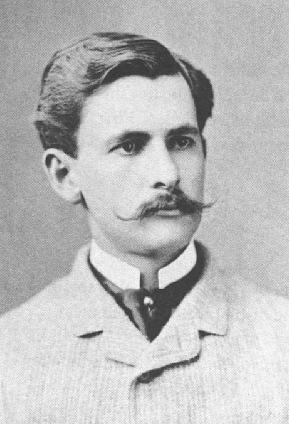
Albert A. Michelson

1869 begann Michelson an der United States Naval Academy zu studieren und erreichte 1873 einen Abschluss. Von Anfang an faszinierte ihn die Wissenschaft.
Inspiriert durch Übersetzungen der Werke von Adolphe Ganot und dessen Ausführungen über einen universellen Äther, interessierte er sich insbesondere für das Problem, die Lichtgeschwindigkeit zu messen. Nach zwei Jahren Studium in Europa schied er 1881 aus der Marine aus. 1883 nahm er eine Stelle als Professor der Physik an der Case School of Applied Science in Cleveland an und konzentrierte sich auf die Entwicklung eines verbesserten Interferometers.
Nachdem er ab 1889 als Professor an der Clark University in Worcester (Massachusetts) gearbeitet hatte, wurde er 1892 zum Professor und Leiter der Physikabteilung der neu gegründeten University of Chicago berufen, wo er um 1888/89 mit Edna Carter und Robert Andrews Millikan zusammenarbeitete.
1891 erwarb Michelson ein erstes Patent für einen optischen Entfernungsmesser für die United States Navy. Im Ersten Weltkrieg entwickelte er ab März 1917 seinen Entfernungsmesser weiter, und im Sommer 1918 gab George Ellery Hale den Produktionsbeginn der ersten 50 Geräte des neuen Typs in seiner Werkstatt im Mount-Wilson-Observatorium bekannt.
1907 wurde Michelson der erste Amerikaner, der den Nobelpreis für Physik erhielt („für seine optischen Präzisionsinstrumente und die damit ausgeführten spektroskopischen und metrologischen Untersuchungen“). 1923 wurde er mit der Goldmedaille der Royal Astronomical Society ausgezeichnet.

## Die Lichtgeschwindigkeit

### Frühe Messungen
Bereits 1877, während er noch Offizier in der US-Marine war, begann Michelson mit den Planungen für eine Verbesserung der Rotationsspiegelmethode zur Lichtgeschwindigkeitsmessung von Léon Foucault. Er wollte eine verbesserte Optik und eine längere Strecke verwenden. 1878 machte er einige vorläufige Messungen mit stark improvisierter Ausstattung.
Zu dieser Zeit erweckte seine Arbeit die Aufmerksamkeit von Simon Newcomb, dem Direktor des Nautical Almanac Office, der bereits Planungen für eigene Untersuchungen gemacht hatte.
Michelson veröffentlichte sein Ergebnis von 299.910±50 km/s 1879, bevor er zu Newcomb nach Washington D.C. ging, um ihn bei seinen Messungen dort zu unterstützen.
Somit begann eine lange professionelle Zusammenarbeit und Freundschaft zwischen den beiden.
Newcomb erhielt mit seinem besser finanzierten Projekt einen Wert von 299.860±30 km/s, innerhalb der Messungenauigkeit übereinstimmend mit Michelsons Wert.
Michelson verbesserte seine Messmethode weiter und veröffentlichte 1883 eine Messung von 299.853±60 km/s wesentlich näher an der seines Mentors.

### Mount Wilson und die Zeit bis 1926
1906 wurde von E. B. Rosa und N. E. Dorsey eine neue elektrische Methode des National Bureau of Standards benutzt, mit der sie einen Wert für die Lichtgeschwindigkeit von 299.781 ± 10 km/s erhielten.
Obwohl sich im Anschluss herausstellte, dass die Messung stark durch die schlechten elektrischen Standards dieser Zeit beeinflusst worden war, scheint sie einen Trend für eher niedrigere Messwerte in Gang gesetzt zu haben.
Ab 1920 startete Michelson mit den Planungen für eine definitive Messung am Mount-Wilson-Observatorium mit einer Grundlinie nach Lookout Mountain, eine bedeutende Erhebung auf der Südseite des Mount San Antonio (Old Baldy), etwa 22 Meilen entfernt.
1922 begann die US Küsten- und Geodäsieaufsicht mit einer zweijährigen sorgfältigen Vermessung der Grundlinie mit den gerade verfügbar gewordenen Invar-Bändern. Mit der 1924 erhaltenen Länge der Grundlinie wurden in den folgenden zwei Jahren Messungen gemacht, mit denen der veröffentlichte Wert von 299.796±4 km/s erhalten wurde.
Genauso bekannt wie die Messung ist, dass sie mit Problemen überhäuft war, von denen der von dem Rauch der Waldbrände erzeugte Dunst, der das Spiegelbild trübte, nicht das geringste war. Es ist auch wahrscheinlich, dass die heldenhafte Arbeit der US-Geologievermessungsbehörde, mit einem geschätzten Fehler von weniger als 1 ppm, durch eine Verschiebung der Grundlinie beeinträchtigt wurde, die durch das Santa Barbara-Erdbeben am 29. Juni 1925 verursacht wurde (geschätzte Stärke 6,3 auf der Richterskala).

### Michelson, Pease und Pearson 1932

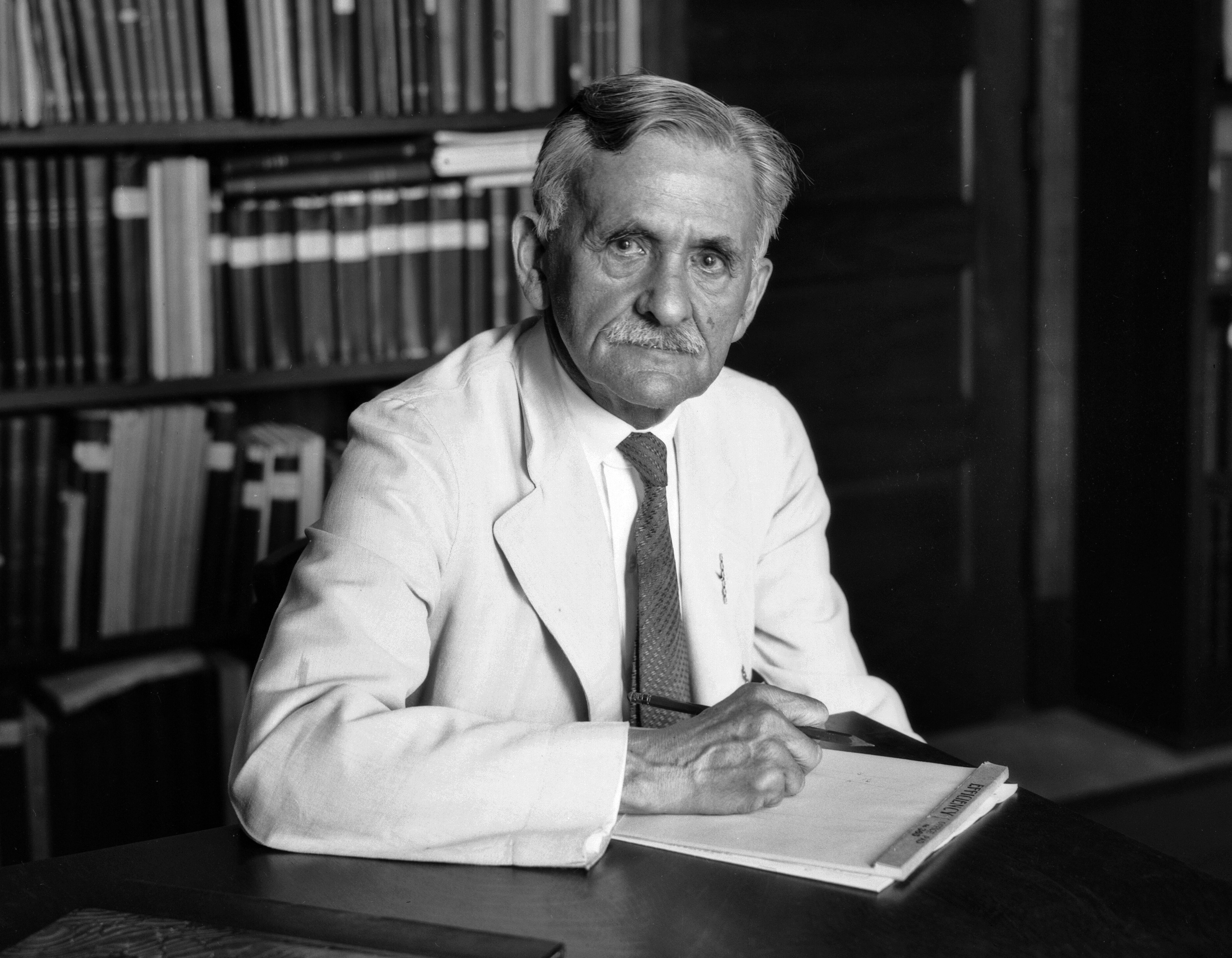
Michelson (um 1930)

Die Zeit nach 1927 markierte den Beginn neuer Messungen der Lichtgeschwindigkeit mit neuen optoelektronischen Sensoren, die sämtlich Michelsons Wert von 1926 wesentlich unterschritten.
Michelson suchte nach einer anderen Messmethode, aber diesmal in einer evakuierten Röhre, um Schwierigkeiten der Bildinterpretation wegen atmosphärischer Effekte zu vermeiden. 1930 begann er eine Zusammenarbeit mit Francis G. Pease und Fred Pearson, um Messungen in einer 1,6 km langen Röhre in Pasadena durchzuführen. Michelson starb, nachdem er 36 von 233 Messreihen beendet hatte. Das Experiment war wesentlich von geologischen Instabilitäten und Kondensationsproblemen befallen, bevor das Ergebnis von 299.774±11 km/s, konsistent mit den vorhergegangenen optoelektronischen Werten, im Jahr 1935 nach seinem Tod veröffentlicht wurde.

## Interferometrie
1881 arbeitete er während eines Aufenthaltes in Berlin bzw. Potsdam an einem Experiment, das als Michelson-Morley-Experiment in die Geschichte der Physik eingegangen ist – in verbesserter Form zusammen mit dem Kollegen Edward W. Morley 1887 in Cleveland wiederholt. Dabei sollte die Bewegung der Erde relativ zum Äther ermittelt werden, einem hypothetischen Medium, das man als Träger von Lichtwellen annahm. Entgegen Michelsons fester Überzeugung, dass es einen universellen Äther gibt, ließ sich aber auf diese Weise eine Bewegung der Erde nicht feststellen. Obwohl es unklar ist, ob Albert Einstein dieses Experiment kannte, gilt vor allem dieses Experiment als einer der Grundpfeiler der Relativitätstheorie.
Michelson und Morley konnten mit ihrem Interferometer erstmals präzise Messungen der Feinstrukturaufspaltung bei Atomspektren durchführen, die 1916 durch Arnold Sommerfeld theoretisch erklärt wurde und mit der Einführung der Feinstrukturkonstanten noch heute Gegenstand aktueller Forschungen ist.
1920 führte er ein Experiment mit einem 6-m-Balken-Interferometer durch. Der Balken mit seinem Spiegelsystem wurde vor ein 254-cm-Teleskop montiert. Das Licht von einem Stern wurde durch verschiebbare Umlenkspiegel zur Balkenmitte und von dort in das Teleskop projiziert. Im Teleskop ist dann ein Streifensystem zu sehen. Schiebt man die Umlenkspiegel nach außen, verschwinden irgendwann die Streifen. Aus dem Abstand der Umlenkspiegel kann dann der Winkeldurchmesser des Sterns berechnet werden, bei bekanntem Abstand auch dessen Durchmesser in Kilometer. Michelson bestimmte auf diese Weise den Durchmesser von Beteigeuze zu 386 Mio. km.

## Auszeichnungen und Ehrungen
- 1885 wurde Michelson in die American Academy of Arts and Sciences gewählt,[9] 1888 in die National Academy of Sciences und 1902 in die American Philosophical Society.[10]
- 1900 Aufnahme als korrespondierendes Mitglied in die Académie des sciences, seit 1920 auswärtiges Mitglied (associé étranger).[11]
- 1909 Ehrendoktor der Universität Leipzig[12]
- 1910 Ehrenmitglied (Honorary Fellow) der Royal Society of Edinburgh.[13]
- 1923 wurde er zum assoziierten Mitglied der Königlichen Akademie von Belgien gewählt.[14]
- 1923–1927 war er Präsident der National Academy of Sciences.
- 1924 wurde er als korrespondierendes Mitglied in die Russische Akademie der Wissenschaften aufgenommen; 1926 wurde er deren Ehrenmitglied.[15]

- 1907 Nobelpreis für Physik
- 1922 Jules-Janssen-Preis
- 1970 Benennung eines Mondkraters nach ihm: Michelson
- 2001 Benennung eines Asteroiden nach ihm: (27758) Michelson

Das Franklin Institute vergab ihm zu Ehren die Albert A. Michelson Medal.
Michelson war ein Mitglied im Bund der Freimaurer.